# Hohenzollern

Tabell över Hohenzollern

För andra betydelser, se Hohenzollern (olika betydelser).

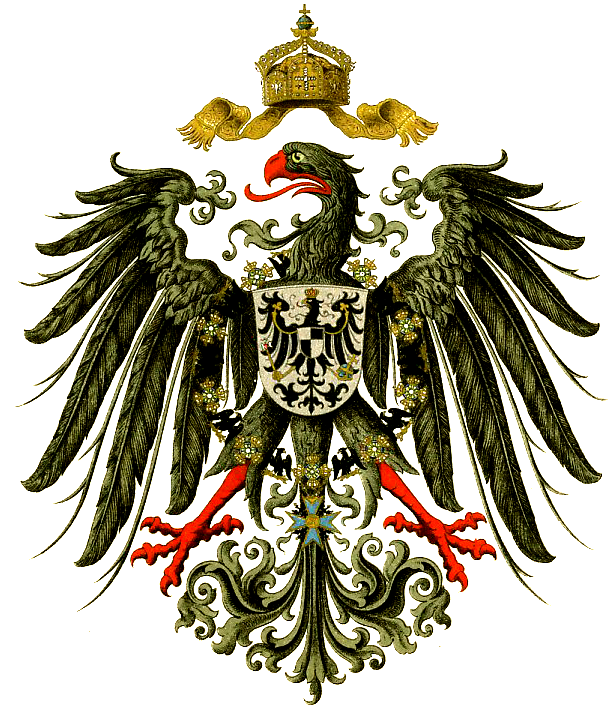
Kejsardömet Tysklands vapen – Reichsadler (riksörnen) med ätten Hohenzollerns vapen i hjärtskölden

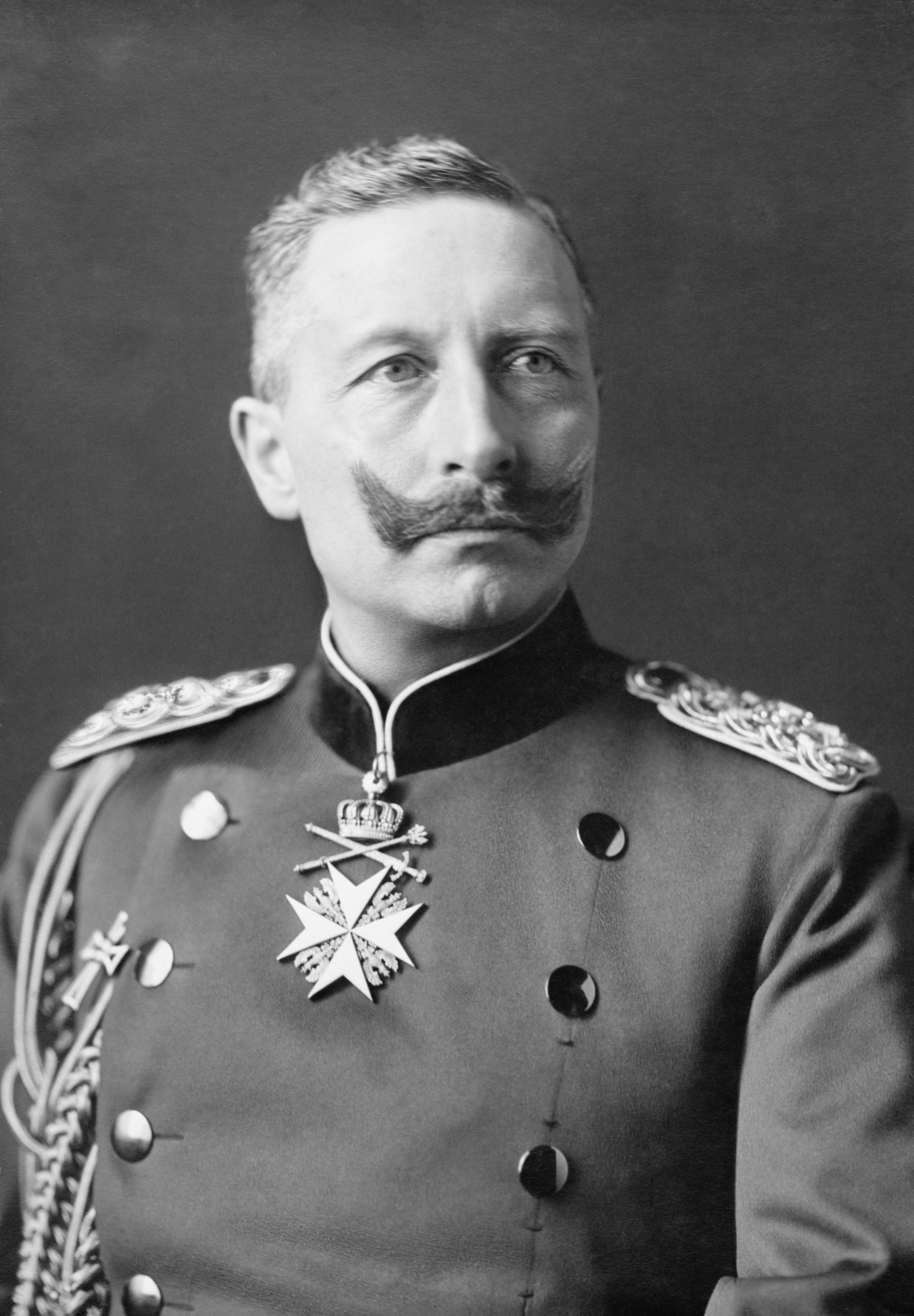
Tysklands sista kejsare, Vilhelm II av Tyskland

Hohenzollern är en av de mest betydelsefulla tyska furstesläkterna och kommer ursprungligen från Schwaben och området runt staden Hechingen. Släkten är sedan medeltiden uppdelad i flera huvud- och parallellinjer varav några har dött ut. Linjen Brandenburg-Preussen var 1701–1918 preussiskt kungahus och 1871–1918 det tyska kejsarhuset. 1881–1947 var Hohenzollern också kungahus i Rumänien.

## Historia
Släktens namn kommer från borgen Hohenzollern: ”Nicht weit Würtemberg und Baden, von Bayern und der schönen Schweiz, da ragt ein Berg so hoch erhaben, den man den Hohenzollern heißt”. I tyska Baden-Württemberg ligger ett berg som under romersk tid var en kultplats och hette Mons solarus (solberget). Under 1000-talet kallades berget Zollern och här låg redan då en fästning vars ursprung och ägare vistas i glömskans dimmor. 1061 skriver munken Berthold i sin världshistoria om två grevar av Zollern, Burchard och Wezil som dött (”Burchardus et Wezil de Zolorin occidentur”).
Redan då var de ett: berget Zollern, borgen Zollern, och grevskapet och släkten, senare dynastin Zollern. Under fjortonhundratalet kallas de tre Hohenzollern. Ätten Hohenzollern delade sig under tolvhundratalet i en schwabisk (vars anfader var Fredrik IV "med lejonet", död 1251) och en frankisk linje (vars anfader var Konrad I av Nürnberg, död 1208). Den frankiska linjen skulle senare bli preussisk dynasti, kungar av Preussen 1851 och kejsare av Tyskland 1871 varför Fredrik Vilhelm IV av Preussen år 1851 myntade devisen ”Vom Fels zum Meer” (från klippa till havet) i meningen ” ... von der Felsklippe des Hohenzollern seine Herrschaft ausgebreitet hat bis zu dem Baltischem Meere und über das Stromgebiet der Nordsee”.
Fram till 1849 fanns i dagens Baden-Württemberg två självständiga furstendömen, Hohenzollern-Hechingen och Hohenzollern-Sigmaringen som senare slogs ihop till provinsen Hohenzollern. Den svenske kungen Carl XVI Gustafs syster prinsessan Birgitta var ingift i den sistnämnda grenen av ätten.

## Markgrevar av Brandenburg
Hohenzollernätten förlänades av kejsaren med kurfurstendömet Brandenburg på 1400-talet, då Berlin också blev huvudstad. Ätten Hohenzollern skulle komma att regera Brandenburg ända fram till monarkins avskaffande 1918.
Sigismund av Ungern, son till kejsar Karl IV av Tyskland, pantsatte 1388 Brandenburg till Jobst av Mähren, och efter Jobsts död 1411 utnämnde Sigismund sin råds- och fältherre borggreven Fredrik av Nürnberg av Hohenzollernätten till ståthållare och 1415 till markgreve av Brandenburg, som efter 1356 även kallades Kurfurstendömet Brandenburg. Den formella förläningen skedde 1417 i Konstanz. Den nye herren av landet inlöste pantsatta områden och förmådde städerna och adeln i området att hylla honom som markgreve och kurfurste, samtidigt som han erkände deras privilegier. Markgrevarna hade under en period på 1400-talet Tangermünde vid Elbe som huvudsakligt residens, men flyttade sedermera sitt residens till Berlins stadsslott.
Staten Brandenburg kom genom personalunion från början av 1600-talet att förenas med hertigdömet Preussen i Brandenburg-Preussen. 1701 bildade Brandenburg kärnan i det då utropade Kungadömet Preussen, med Berlin som huvudstad, och 1871 blev Berlin även huvudstad i det nybildade Tyska kejsardömet. Från 1815 upphörde markgrevskapets administrativa funktion inom Preussen och omvandlades därefter till den preussiska provinsen Brandenburg.

## Drottningar av Sverige
- Dorotea, drottninggemål 1445 och 1457 till kungarna Kristoffer i ätten Wittelsbach och Kristian I i ätten Oldenburg, även dansk och norsk drottning, född furstinna av kurfurstendömet Brandenburg dotter till markgreve Johan av Brandenburg-Kulmbach (1406–1464) och Barbara av Sachsen (omkring 1405–1465).
- Maria Eleonora, drottninggemål 1620 till kung Gustav Adolf i ätten Vasa, född prinsessa av Brandenburg
- Lovisa Ulrika, drottninggemål 1751 till kung Adolf Fredrik i ätten Holstein-Gottorp (Oldenburg), född prinsessa av Preussen

## Kejsare av Tyskland
Den 18 januari 1871 blev Vilhelm I av Tyskland utropad till den förste kejsaren i det Tyska riket i spegelsalen på Versailles. Hans sonson Vilhelm II av Tyskland tvingades abdikera i november 1918 under Tyska novemberrevolutionen på grund av missnöjet med stats- och militärledningen efter nederlaget i Första världskriget. Återstoden av sitt liv tillbringade han i exil i Nederländerna. Vilhelm II dog i stillhet 4 juni 1941 och ligger begravd i ett mausoleum på sitt gods i Nederländerna. Varje juni öppnas portarna för dem som vill hedra minnet av den avlidne kejsaren.
Vilhelm II:s fullständiga titulatur som monark var tysk kejsare, kung av Preussen, markgreve av Brandenburg, borggreve till Nürnberg, greve till Hohenzollern, suverän och överste hertig av Schlesien liksom till grevskapet Glatz, storhertig av Niederrhein och Posen, hertig till Sachsen, Westfalen och Engern, till Pommern, Lüneburg, Holstein och Schleswig, till Magdeburg, Bremen, Geldern, Kleve, Jülich och Berg, suverän även över venderna och kasjuberna, till Krossen, Lauenburg, Mecklenburg, lantgreve till Hessen och Thüringen, markgreve över övre och nedre Lausitz, prins av Oranien, furste till Rügen, till Ostfriesland, till Paderborn och Pyrmont, till Halberstadt, Münster, Minden, Osnabrück, Hildesheim, till Verden, Kammin, Fulda, Nassau och Mörs etcetera.

## Huset Hohenzollerns övriga spridning
- Herrar till Jägerndorf, Kulmbach, Zollern
- 1050 grevskapet Zollern
- 1191 Fredrik I, borggreve av Nürnberg. Genom hans söner, delning i schwabisk och frankisk linje.
- Friherrar av Barnim
- Grevar av Bergh, Brandenburg, Haigerloch, Hohenau, Hohenberg, Hohenzollern, Rothenburg, Schalksburg, Strassburg
- Borggrevar av Nürnberg
- Furstar av Hechingen, Hohenzollern, Sigmaringen
- Stormästare (Hochmeister) av Johanniterorden, Sonnenburg, Tyska orden
- Markgrevar av Altmark, Ansbach, Bayreuth, Brandenburg, Küstrin, Prignitz, Brandenburg-Schwedt
- Hertigar av Kleve, Preussen
- Kurfurstar av Brandenburg
- Preussens kungar, Rumänien, Spanien
- Kejsare av Tyska riket